# آلکس ترا
آلکس باربوزا دی آزودو ترا (به پرتغالی: Alex Barboza de Azevedo Terra) مهاجم اهل برزیل است که در شهر São João de Meriti و در تاریخ ۲ نوامبر ۱۹۸۲ به دنیا آمده‌است.
آلکس ترا در تیم‌های فوتبال Fluminense سابقهٔ حضور دارد.